# Angela Lindvall
Angela Lindvall (Midwest City, Comtat de Oklahoma, 14 de gener de 1979) és una top-model i actriu estatunidenca.

## Biografia
Va créixer a Lee's Summit a Missouri.
Té tres germanes i un germà. El seu cognom d'origen suec és un nom molt corrent a Suècia.
És descoberta a l'edat de 14 anys participant en una desfilada de moda organitzada a la seva ciutat i signa amb IMG. Tanmateix, debuta realment com a model amb 17 anys
Desfila a continuació per a marques com Dolce & Gabbana, Jil Sander, Prada, Valentino o Calvin Klein i té una primera consagració amb una nominació als Premis Model of Year Award-VH1 Fashion 1998. És també electa « Model de l'any » per la revista americana Vogue.
L'any 1999, fa la coberta del Vogue París de novembre i succeeix a Stella Tennant com a musa de la casa Chanel.
És igualment nominada per segona vegada al Model of the Year Awards.
Ha posat per a les campanyes publicitàries de Fendi, Calvin Klein, Dior, Tommy Hilfiger, Jil Sander, Chanel, Versace, Prada, Gap, Jimmy Choo, Iceberg, DKNY, Chloé, Hermès, Valentino, Louis Vuitton, Marc Jacobs i H&M.
L'any 2001, és fotografiada per Mario Testino per al Calendari Pirelli al costat de Gisele Bündchen i de Carmen Kass.
El mateix any, actua al primer film de Roman Coppola, CQ, on comparteix el cartell amb Gérard Depardieu i Jason Schwartzman.
Igualment ha aparegut en coberta de moltes revistes: Vogue, Harper's Bazaar, Marie Claire, Ella, Numéro, i-D, W i ha desfilat per a Victoria's Secret l'any 2000, 2003, 2005, 2006, 2007 i 2008.
L'any 2012, presenta la primera temporada de Project Runway: All Stars, declinació del concurs Projecte alta costura.
L'any 2013, posa per a la col·lecció de roba de pell falsa Wonder World Fur llançada pel WWF.

### Vida Privada
L'any 2002, es casa amb William Edwards amb qui té dos fills. Es divorcien l'any 2006.

## Filmografia

### Cinema
- 2001: CQ de Roman Coppola: Dragonfly / Valentine
- 2003: New York Stories: Angela
- 2004: DKNY Road Stories: Angela
- 2005: Kiss Kiss, Bang Bang: Flicka
- 2008: Pearblossom
- 2009: Life Blood: Déu
- 2010: Somewhere: Rossa al Mercedes
- 2012: Small Apartments: Lisa
- 2013: A Glimpse Inside the Mind of Charles Swan III de Roman Coppola

### Televisió
- 2011: Hawaii 5-0: Jordan (sèrie de televisió)
- 2012: Project Runway: All Stars: ella mateixa (presentadora)
- 2013: El ranch dels cors salvatges: Katie (telefilm)